# 牧野羽咲
牧野 羽咲（まきの うさ、2005年9月26日 - ）は、日本の女優、タレント。トライストーン・エンタテイメント所属。

## 略歴
2015年（平成27年）
小学3年生の終わり頃にサンミュージックプロダクションにスカウトされ芸能界入り。
2022年（令和4年）
9月、サンミュージックプロダクションを退所。トライストーン・エンタテイメントが運営する演技研究所のトライストーン・アクティングラボに受講生として在籍した。
2023年（令和5年）
3月1日、トライストーン・エンタテイメントに所属する。

## 人物
- 趣味は映画鑑賞。特技は書道（五段）、ダンス[3]。

## 出演

### テレビ

#### バラエティ
- ゴー!ゴー!キッチン戦隊クックルン（2015年3月30日 - 2017年3月31日、NHK Eテレ） - イチゴ 役[4]
  - 10周年だよ!キッチン戦隊クックルン「歴代メンバー大集合スペシャル」（2023年8月17日、NHK Eテレ） - イチゴ 役
- ピラメキーノ640（2015年6月 - 7月、テレビ東京） - バカウケ コドモ-1GP コドモ審査員[5]
- パックン＆河北麻友子のあつまれ!VRフレンズ（2017年1月6日 - 3月24日、TOKYO MX） - VRキッズ[6]
  - パックン＆河北麻友子のあつまれ!VRフレンズ 夏休みスペシャルinアメリカ（2017年8月19日、TOKYO MX） - VRキッズ[6]

#### ドラマ
- Chef〜三ツ星の給食〜（2016年10月13日 - 12月15日、フジテレビ） - 5年1組生徒 役[7]
- ウルトラマンジード（2017年10月7日、テレビ東京） - 愛崎モア（幼少期） 役
- 刑事ゆがみ（2017年12月7日・14日、フジテレビ） - 氷川和美（少女期） 役
- I"s（2018年12月21日 - 2019年1月18日、BSスカパー） - 美代子 役[8]
- ハケン占い師アタル（2019年3月7日、テレビ朝日） - 第8話、的場キズナ（少女期） 役[9]
- 絶対零度〜未然犯罪潜入捜査〜（2020年1月6日 - 3月16日、フジテレビ） - 井沢希 役[10]
- ひみつ×戦士 ファントミラージュ!（2020年3月22日・29日、テレビ東京） - 50話、真奈美 役[11][12]
- 青のSP―学校内警察・嶋田隆平―（2021年1月12日 - 3月16日、関西テレビ・フジテレビ） - 松本柚葉 役[13]
- 江戸モアゼル〜令和で恋、いたしんす。〜（2021年2月4日、読売テレビ・日本テレビ） - 第5話、松野百合 役[14][15]
- 星とレモンの部屋（2021年3月19日、NHK総合テレビ） - 加藤 役[16]
- 愛しい嘘～優しい闇～（2022年1月14日 - 3月14日、テレビ朝日） - 岩崎奈々江（中学時代） 役[17]
- JKと六法全書 第1話（2024年4月19日、テレビ朝日） - 元永沙織 役[3][18]
- 家政夫のミタゾノ S7 第1話（2025年1月14日、テレビ朝日） - 田中スミレ 役[3][19][20]
- 愛の、がっこう。 （2025年7月10日、フジテレビ） - 田村萌 役[3][21]

### 映画
- 春待つ僕ら（2018年12月14日、ワーナー・ブラザース映画）[22]
- うちの弟どもがすみません（2024年12月6日、松竹） - 遠藤リオ 役[3][23]
- 見える子ちゃん（2025年6月6日、KADOKAWA） - 佐々木渚 役[24]

### WEBドラマ
- おやじキャンプ飯シーズン2〜和歌山編〜（2021年、YouTube）[25][26][27][28][29][30]

### CM
- 任天堂 Nintendo Switch「ソフトラインナップ」篇（2017年）
- SUBARU
  - フォレスター「もっと冒険しよう。」篇（2018年）
  - フォレスター「もっと冒険しよう。冬」篇（2018年）[31][32]
  - フォレスター「本物の体験。」篇（2019年）
  - フォレスター「もっと冒険しよう。走破」篇（2020年）
  - 「いのちの交差点」篇（2022年）
- 佐鳴予備校 「扉の向こうにはたくさんの感動が!」（2019年）[33]
- 再春館製薬所 ドモホルンリンクル「お肌の一生」篇（2020年）[34]
- 東邦ガス 「快適なくらし」篇（2020年）
- 花王 ハミング涼感テクノロジー（2020年）
- 東京建物「Brillia Tower 聖蹟桜ケ丘 BLOOMING RESIDENCE」（2020年）[35]
- 東洋水産 マルちゃん赤いきつねと緑のたぬき「差し入れ」篇（2021年）[36]
- 小さなお葬式
  - 「お葬式の規模」篇（2023年）[37]
  - 「わかりやすいプラン」篇（2023年）[38]
  - 「口コミがたくさん」篇（2023年）
  - 「スマホで式場検索」篇（2023年）
  - 「シンプルでオトク」篇（2024年）[39]
  - 「納得のお葬式」篇（2024年）[40]
  - 「いろんなお葬式」篇（2024年）[41]
  - 「スマホで相談」篇（2024年）[42]
  - 「スマホで相談」篇 のりかえ割（2025年4月30日）[43]
  - 「お葬式の規模」篇 のりかえ割（2025年4月30日）[44]
  - 「スマホで式場検索」篇 のりかえ割 （2025年4月30日）[45]
  - 「シンプルでオトク」篇のりかえ割 （2025年4月30日）[46]
  - 「納得のお葬式」篇 のりかえ割（2025年4月30日）[47]
  - 「いろんなお葬式」篇 のりかえ割（2025年4月30日）[48]
- “やさしい”人（ACジャパン・NHK共同キャンペーン）（2025年7月2日）[49][50]

### WEB CM
- 花王 ビオレ さらさらパウダーシート「さらパリズム」（2018年）[51]
- SUBARU
  - フォレスター「どんな道でも、進んでいける。」篇（2018年）
  - フォレスター「本物の体験。」篇 Spinoff Story（2019年）
- au 「君の好奇心」篇（2019年）
- 富士通クライアントコンピューティング 「FMV ブランドムービー LIVING」篇（2019年）
- KingsGroup Holdings 「ステートオブサバイバル」（2022年）七海 役[52]
- NTTドコモ 「手のひらにはいつだって」Vaundy×ドコモ青春割 受験応援ムービー（2023年）[2][53]

### MV
- 音田雅則「恋心は踊る」（2025年2月6日）[54]

### 書籍
- NHKゴー! ゴー! キッチン戦隊クックルン おうちでごちそう（NHK出版、2016年） ISBN 978-4144072178[55]
- 美少女百選2024（2024年3月21日）[3][56]

### WEBメディア
- Deview インタビュー「牧野羽咲」（2023年3月1日）[1]
- Deview インタビュー「牧野羽咲」（2024年3月1日）[57]
- Deview インタビュー「牧野羽咲」（2025年3月1日）[58]